# Manuel Azcárate
Manuel Azcárate Diz (* 7. Oktober 1916 in Madrid; † 24. August 1998 ebenda) war ein spanischer Journalist, Politiker der PCE, zeitweiliger außenpolitischer Sprecher der PCE und Theoretiker des Eurokommunismus.

## Leben

### Geburt und Ausbildung (1916–36)
Manuel Azcárate Diz stammte aus einer republikanischen, liberalen, nicht religiösen, gebildeten bürgerlichen Familie. Urgroßvater war der Politiker, Philosoph und Historiker Patricio de Azcárate y del Corral (1800–1886).
Er war Großneffe von Gumersindo de Azcárate, der den Krausismus in Spanien einführte, und Neffe von Justino de Azcárate, einem liberalen republikanischen Senator in den 1930er Jahren.
Sein Vater war der angesehene spanische Diplomat Pablo de Azcárate, stellvertretender Generalsekretär beim Völkerbund und später spanischer Botschafter in London. Manuel Azcárate begann seine Schulzeit in der Institución Libre de Enseñanza. Während Manuels Kindheit lebte die Familie auch in Genf, wo Manuel an einer Eliteschule, der Freien Bildungseinrichtung, erzogen wurde. Als er 18 Jahre alt war, besuchte Manuel Azcárate Kurse an der London School of Economics, wo er Professor Harold Laski traf.
1934 begann er ein Studium der Rechts- und Wirtschaftswissenschaften an der Universität Madrid und wurde Mitglied der Kommunistischen Jugend (Juventud Comunista) was der Vater akzeptiert habe: „Trotz der ernsthaften Diskussionen und Differenzen zwischen uns respektierte er immer meine Entscheidung, der Kommunistischen Partei im Jahr 1934 beizutreten.“

### Bürgerkrieg und Zweiter Weltkrieg (1936–45)
Noch 1936 reiste Manuel, ein Funktionär der Juventudes Socialistas Unificadas (Vereinter Sozialistischer Jugendverband), mit einer Delegation in die Vereinigten Staaten, wo er zwei Monate lang die spanische republikanische Realität bekannt machte.
Azcárate heiratete Ester Jiménez, die er während des Bürgerkriegs kennenlernte.
Sie hatten zwei Kinder, ein Mädchen und einen Jungen.
Nachdem er im ersten Kriegsjahr in der spanischen Botschaft in Frankreich gearbeitet hatte, kämpfte er ab 1937 im Spanischen Bürgerkrieg (1936–1939) in der 11. Division der republikanischen Volksarmee unter General Enrique Lister bis Kriegsende.
Nach dem Fall von Barcelona im Januar 1939 wurde Azcárate nach Madrid gesandt, um der Propagandakampagne zu helfen. Später schrieb er: „Kriegsmüdigkeit stand in den ausgemergelten Gesichtern geschrieben. Die Stimmung war düster, traurig und tragisch geworden. Es gab allgemeine antikommunistische Ressentiments, weil viele glaubten, die Kommunisten seien für die Verlängerung des Krieges verantwortlich.“
Am Ende des Bürgerkrieges ging Azcárate nach Paris ins Exil, sein Aufenthaltsort – mit einer Unterbrechung – bis 1976. Die PCE hatte sich auf die Zeit nach der Niederlage nicht vorbereitet, so dass die erste Phase nach der Niederlage improvisiert wurde. Die politische Arbeit stockte, es ging ums Überleben.
Die PCE-Führung verließ Frankreich nach dem Molotow-Ribbentrop-Pakt zwischen Russland und Deutschland im August 1939 kurz vor Ausbruch des Zweiten Weltkriegs.
Sie begab sich nach Mexiko oder in die Sowjetunion, sicherere Länder, die die Republik unterstützten.
Azcárate blieb mit den jüngeren und niederrangigen PCE-Exilanten in Frankreich zurück und half Carmen de Pedro und Jesús Monzón ab Sommer 1939, die PCE in Frankreich zu reorganisieren und auf den Widerstand gegen die nationalsozialistische Besetzung Frankreichs im Zweiten Weltkrieg vorzubereiten. Die Gruppe hielt auch direkten Kontakt nach Spanien und konnte relativ unabhängig von der PCE-Führung handeln.

### Politisches Engagement und journalistische Betätigung (1945–1976)
Nach 1945 Azcárate schrieb für „El diario de la juventud“ (Tagebuch der Jugend), „Mundo nuevo“ (Neue Welt) und „Nuestra bandera“ (Unsere Fahne) sowie für den klandestinen „Mundo obrero“ (Arbeiter-Welt). Bei der ab 1946 erscheinenden Zeitschrift „Independencia“ gehörte er zusammen u. a. mit Rafael Alberti, Jorge Semprun, José María Quiroga Pla zu den Herausgebern.
Von 1959 bis 1964 lebte er in Moskau, wo er half, eine Geschichte der Kommunistischen Partei Spaniens zu schreiben und zu dem Buch „Guerra y revolución en España“ beitrug. Der Aufenthalt in Moskau führte allerdings auch zu einer Desillusionierung über das sowjetische Modell des Kommunismus.
Trotzdem führte die Auseinandersetzung mit der stalinistischen Vergangenheit auch der PCE nicht zum offenen Bruch. Anscheinend waren die Hoffnungen auf einen Sturz der franquistischen Diktatur noch größer aus die kritische Analyse der Theorie und Praxis der Partei. 1964 wurde Azcárate Mitglied des PCE-Vorstands.
Von 1968 bis 1981 war Azcárate Leiter der Abteilung für internationale Beziehungen der Partei.
Er musste sich mit der heiklen Frage der friedlichen Koexistenz mit nichtkommunistischen Regimen auseinandersetzen, die die Sowjetunion als vorteilhaft für sozialistische Länder ansah, indem sie antiimperialistischen Bewegungen halfen und gleichzeitig das Risiko eines Krieges vermieden.
Die PCE konnte jedoch nicht akzeptieren, dass dies bedeutete, den Kampf gegen das Franco-Regime in Spanien aufzugeben.
1973 lobte Azcárate den Beitrag, den die UdSSR zur Entspannung geleistet hatte, sagte aber, die PCE müsste gegen alle Versuche ankämpfen, Entspannung mit der Aufrechterhaltung des Status quo zu verwechseln. Die kommunistischen Parteien Westeuropas müssten zusammenarbeiten, um die Entspannung zu entwickeln und die „Blocksysteme“ zu beseitigen.
Zwei wichtige Beiträge zur Überwindung kommunistische Orthodoxie leistete er auch durch die Teilnahme an einem christlich-marxistischen Dialog und durch seine Beteiligung an der Ausarbeitung eurokommunistischer Konzepte bei gleichzeitiger Vertiefung einer innerparteilichen Demokratie.

### Quelle: Der „Eurokommunismus“ nach Azcarate
„Der Inhalt einer sozialistischen Transformation der Gesellschaft kann heute nicht darauf beschränkt werden, der kapitalistischen Ausbeutung ein Ende zu setzen. Es ist nicht nur ein Problem von Arbeitern und Kapitalisten. Es wird zu einer objektiven Notwendigkeit für die Mehrheit der Bevölkerung. Diese Inhalte umfassen heute Themen wie die Befreiung von Frauen, die neue Rolle der Bildung, ein modernes Gesundheitssystem für alle, die Demokratisierung der Medien, die städtische und ökologische Revolution, die Dezentralisierung des Staates usw. Deshalb können wir sagen, dass der Weg zum Sozialismus bedeutet, die gesamte Gesellschaft radikal zu demokratisieren und gleichzeitig den Staat zu demokratisieren. Es ist ein komplexer Prozess, in dem wir pluralistisch vorankommen können, indem wir die verschiedenen Ideen respektieren, durch Debatte, Dialog, die Suche nach dem breitesten Konsens; die Achtung der Volkssouveränität und das allgemeine Wahlrecht.“

### Politik und Publizistik (1976–1998)
Ab Mai 1976 engagierte er sich auch für die feministische Reformierung der PCE. 1977 forderte Manuel Azcárate analytische Bemühungen, einen breiten feministischen Kampf zu führen und „eine intensive kulturelle Revolution zu entwickeln, die die männlich-weibliche Beziehung verändert, die die Vorurteile und Ideologien überwindet, die Männer zu einem Instrument der Versklavung, der Diskriminierung von Frauen machen“.
Azcárate kehrte 1976 nach 37 Jahren noch vor der Legalisierung des PCE nach Spanien zurück. Am 22. Dezember 1976 wurde er zusammen mit Santiago Carrillo und anderen PCE-Mitgliedern festgenommen und schnell wieder auf freien Fuß gesetzt.
Die nächste Zeit verbrachte er mit dem Kampf um Demokratisierung, Amnestie für politische Gefangene und Legalisierung des PCE.
Azcárate kandidierte 1977 bei den ersten allgemeinen Wahlen nach der Rückkehr zur Demokratie als Abgeordneter für die Provinz León, gewann aber nicht.
In einem Interview im März 1979 in „Encounter“ sagte Azcárate:
„Auf jeden Fall haben wir bereits eine Reihe großer US-Stützpunkte auf unserem Territorium, und wir haben ein Abkommen mit den USA, das militärische Angelegenheiten abdeckt. Auch die Kommunistische Partei Spaniens stellt sie nicht in Frage – wir akzeptieren sie. Wir schlagen vor, nichts zu tun, um Amerikas strategische Position zu schwächen. Wir wollen das bestehende Gleichgewicht zwischen den Vereinigten Staaten und der Sowjetunion nicht verändern.“
Azcárate leitete zudem ein Projekt der Gruppe der „Erneuerer“ („Renovadores“) zur Einführung der innerparteilichen Demokratie in der PCE, das nach seinem Ausschluss in Kraft trat. Im November 1981 gehörte Azcárate zu der Gruppe von PCE-Führern, die wegen ihrer Kritik an Carrillo aus dem Zentralkomitee der Partei ausgeschlossen wurden. Fast 50 Jahre hatte er sein Leben und seine Arbeit der Kommunistischen Partei gewidmet. Trotz Hitler-Stalin-Pakt, trotz stalinistischer Säuberungen, trotz der ab 1956 durch Nikita Sergejewitsch Chruschtschow ermöglichten Veröffentlichungen über die Verbrechen der Stalin-Zeit, trotz des durch Carrillo praktizierten Führungsstils, der immer wieder zu Parteiausschlüssen führte, überwog für Azcárate der Widerstand gegen den diktatorischen Franquismus, der ab den sechziger Jahren immer erfolgreicher wurde besonders durch die Comisiones Obreras und die Unruhen an den Universitäten.
Azcárate begann Anfang der 1980er Jahre als Kolumnist und Analyst für den internationalen Teil der Zeitung El País zu arbeiten.
In seinen letzten Tagen verfasste er einen mehr als fünfzigseitigen Aufsatz über seinen Vater (Semblanza de Pablo de Azcárate y Flórez, 1890–1971) vom Mai 1998.
Manuel Azcárate Diz starb am 24. August 1998 in einer Klinik in Madrid im Alter von 81 Jahren an Krebs.

## Bilanz eines Lebens
„Meine Niederlagen waren ziemlich offensichtlich: die Revolution in Asturien, der Bürgerkrieg, die lange Herrschaft Francos nach dem Zweiten Weltkrieg, die Liquidation des Kommunismus […], aber immer die Bewahrung der Hoffnung. Ich hatte nie die Mentalität der Besiegten.“

## Schriften und Publikationen
- Dolores Ibárruri et alii: Historia del Partido Comunista de España (versión abreviada) (Spanish), Ediciones „Polonia“, Warsaw 1960.
- José Sandoval, Manuel Azcárate: Spain, 1936–1939, Non Green, translator, Lawrence & Wishart, London 1963.
- Jaime Cortezo et alii: Programas económicos en la alternatíva democrática (Spanish). Anagram, DL, Barcelona 1976.
- Azcárate, Pablo de: Mi embajada en Londres durante la Guerra Civil Espanola (Spanish). Editorial Ariel, Barcelona 1976, S. 402.
- Dolores Ibárruri et alii: Guerra y revolución en España: 1936–1939. Progreso, 1977.
- Manuel Azcárate et alii: El Encuentro: diálogo sobre el diálogo. Editorial Laia, 1977, ISBN 978-84-7222-878-8, S. 103.
- Manuel Azcárate: What is Eurocommunism? In: G. R. Urban (Hrsg.): Eurocommunism. 1978 (englisch, marxists.org [abgerufen am 19. August 2022]).
- L'Europe de l'Atlantique à l'Oural (French) (= Collection Dialectiques interventions). F. Maspero, Paris 1979, ISBN 2-7071-1102-3, S. 138.
- Azcárate, Manuel: Interrogantes ante la izquierda (Spanish), Marc Abeles, Charles-Albert Ryng, interviews, Ediciones 2001, Barcelona 1980.
- Manuel Azcárate: Vías democráticas al socialismo. Ayuso, 1981, ISBN 978-84-336-0193-3, S. 299.
- Schaff, Adam: Le Mouvement communiste à la croisée des chemins (French). Éditions Anthropos, impr. J. Enfer, Paris 1982, ISBN 2-7157-1054-2, S. 228.
- Azcárate, Manuel: La crisis del eurocomunismo (Spanish) (= Primera plana). Argos Vergara, Barcelona 1982, ISBN 84-7178-425-4, S. 345.
- Manuel Azcarate, Christine Buci-Glucksmann (Hrsg.): La gauche, le pouvoir, le socialisme: hommage à Nicos Poulantzas (French) (= Politiques). PUF, Paris 1983, ISBN 2-13-037918-4, S. 376.
- Azcárate, Manuel: La izquierda europea (Spanish). Ediciones El País, Madrid 1986.
- Azcárate, Manuel: Derrotas y esperanzas. La República, la Guerra Civil y la Resistencia  (Spanish) (= Colección Andanzas), 2. Auflage, Tusquets, Barcelona 1994, ISBN 84-7223-818-0, S. 357.
- Azcárate, Manuel: Luchas y transiciones : Memorias de un viaje por el ocaso del comunismo  (Spanish). El País, Madrid 1998